# Episodi di The Serpent Queen (prima stagione)
La prima stagione della serie televisiva The Serpent Queen, composta da otto episodi, è stata trasmessa sul canale statunitense via cavo Starz dall'11 settembre al 30 ottobre 2022.
In Italia la stagione è stata resa disponibile sulla piattaforma di streaming StarzPlay in contemporanea con Starz.
| nº | Titolo originale          | Titolo italiano              | Prima TV USA / Pubblicazione Italia |
| -- | ------------------------- | ---------------------------- | ----------------------------------- |
| 1  | Medici Bitch              | Lurida de' Medici            | 11 settembre 2022                   |
| 2  | To War Rather Than to Bed | Meglio in guerra che a letto | 18 settembre 2022                   |
| 3  | The Price                 | Il prezzo                    | 25 settembre 2022                   |
| 4  | A New Era                 | Una nuova era                | 2 ottobre 2022                      |
| 5  | The First Regency         | La prima reggenza            | 9 ottobre 2022                      |
| 6  | The Last Joust            | L'ultima giostra             | 16 ottobre 2022                     |
| 7  | An Attack on the King     | Attacco al re                | 23 ottobre 2022                     |
| 8  | A Queen Is Made           | La nascita di una regina     | 30 ottobre 2022                     |

## Lurida de' Medici
- Titolo originale: Medici Bitch
- Diretto da: Stacie Passon
- Scritto da: Justin Haythe

### Trama
- Guest star: Ludivine Sagnier (Diane de Poitiers), Paul Chahidi (Carlo di Borbone), Navid Negahban (Claudio I di Guisa), Alex Heath (Principe Enrico da giovane), Liv Hill (Caterina de' Medici da giovane), Ruby Bentall (Angelica), Louis Landau (Francesco di Valois), Naomi Battrick (Anne de Pisseleu d'Heilly), Colm Meaney (Re Francesco I), Charles Dance (Papa Clemente VII).
- Altri interpreti: Adam Garcia (Sebastiano di Montecuccoli), Rebecca Gethings (Regina Eleonora d'Asburgo), Memet Ali Alabora (Solimano il Magnifico), Gemma Dobson (Nathalie).
- Ascolti USA: telespettatori 194 000 – rating 18-49 anni 0,03%[3]

## Meglio in guerra che a letto
- Titolo originale: To War Rather Than to Bed
- Diretto da: Stacie Passon
- Scritto da: Justin Haythe

### Trama
- Guest star: Ludivine Sagnier (Diane de Poitiers), Paul Chahidi (Carlo di Borbone), Navid Negahban (Claudio I di Guisa), Alex Heath (Principe Enrico da giovane), Liv Hill (Caterina de' Medici da giovane), Ruby Bentall (Angelica), Louis Landau (Francesco di Valois), Naomi Battrick (Anne de Pisseleu d'Heilly), Colm Meaney (Re Francesco I), Charles Dance (Papa Clemente VII).
- Altri interpreti: Adam Garcia (Sebastiano di Montecuccoli), Rebecca Gethings (Regina Eleonora d'Asburgo), Memet Ali Alabora (Solimano il Magnifico), Gemma Dobson (Nathalie).
- Ascolti USA: telespettatori 183 000 – rating 18-49 anni 0,02%[4]

## Il prezzo
- Titolo originale: The Price
- Diretto da: Stacie Passon
- Scritto da: Justin Haythe e Elizabeth Chakkappan

### Trama
- Guest star: Ludivine Sagnier (Diane de Poitiers), Paul Chahidi (Carlo di Borbone), Navid Negahban (Claudio I di Guisa), Alex Heath (Principe Enrico da giovane), Liv Hill (Caterina de' Medici da giovane), Ruby Bentall (Angelica), Louis Landau (Francesco di Valois), Naomi Battrick (Anne de Pisseleu d'Heilly), Antonia Clarke (Maria Stuarda), Colm Meaney (Re Francesco I).
- Altri interpreti: Adam Garcia (Sebastiano di Montecuccoli), Rebecca Gethings (Regina Eleonora d'Asburgo), Gemma Dobson (Nathalie), Steve Furst (Dott. Jean Fernel).
- Ascolti USA: telespettatori 234 000 – rating 18-49 anni 0,04%[5]

## Una nuova era
- Titolo originale: A New Era
- Diretto da: Ingrid Jungermann
- Scritto da: Justin Haythe e Elizabeth Chakkappan

### Trama
- Guest star: Ludivine Sagnier (Diane de Poitiers), Lee Ingleby (Principe Enrico da adulto), Paul Chahidi (Carlo di Borbone), Navid Negahban (Claudio I di Guisa), David Denman (Pierre Marques), Ruby Bentall (Angelica), Naomi Battrick (Anne de Pisseleu d'Heilly), Antonia Clarke (Maria Stuarda), Colm Meaney (Re Francesco I).
- Altri interpreti: George Jaques (Francesco II), Rebecca Gethings (Regina Eleonora d'Asburgo), Gemma Dobson (Nathalie), Steve Furst (Dott. Jean Fernel).
- Ascolti USA: telespettatori 188 000 – rating 18-49 anni 0,03%[6]

## La prima reggenza
- Titolo originale: The First Regency
- Diretto da: Ingrid Jungermann
- Scritto da: Jessica Brickman e Justin Haythe

### Trama
- Guest star: Ludivine Sagnier (Diane de Poitiers), Lee Ingleby (Re Enrico II da adulto), David Denman (Pierre Marques), Ruby Bentall (Angelica), Antonia Clarke (Maria Stuarda).
- Altri interpreti: George Jaques (Francesco II), Jean-Stan Du Pac (Matisse), Jade Croot (Edith)
- Ascolti USA: telespettatori 102 000 – rating 18-49 anni 0,03%[7]

## L'ultima giostra
- Titolo originale: The Last Joust
- Diretto da: Justin Haythe
- Scritto da: Dawn M. Kamoche, Ariella Blejer e Justin Haythe

### Trama
- Guest star: Ludivine Sagnier (Diane de Poitiers), Lee Ingleby (Re Enrico II da adulto), Ruby Bentall (Angelica), Antonia Clarke (Maria Stuarda), Rupert Everett (Carlo V).
- Altri interpreti: George Jaques (Francesco II), Rebecca Gethings (Regina Eleonora d'Asburgo), Jean-Stan Du Pac (Matisse), James Clack (paggio), Pauline Sagetat (Lady Mary Clare), Nicolas Robin (Gabriele di Lorges, Conte di Montgomery), Jade Croot (Edith), Tristan Bowles (paggio).
- Ascolti USA: telespettatori 156 000 – rating 18-49 anni 0,02%[8]

## Attacco al re
- Titolo originale: An Attack on the King
- Diretto da: Stacie Passon
- Scritto da: Ashley Cardiff e Justin Haythe

### Trama
- Guest star: Ludivine Sagnier (Diane de Poitiers), Lee Ingleby (Re Enrico II da adulto), Paul Chahidi (Carlo di Borbone), Liv Hill (Caterina de' Medici da giovane), Alex Heath (Principe Enrico da giovane), Antonia Clarke (Maria Stuarda), Ruby Bentall (Angelica), Rupert Everett (Carlo V).
- Altri interpreti: George Jaques (Francesco II), Rebecca Gethings (Regina Eleonora d'Asburgo), Steve Furst (Dott. Jean Fernel), Nicolas Robin (Gabriele di Lorges, Conte di Montgomery), Jean-Stan Du Pac (Matisse), Jade Croot (Edith), Tristan Bowles (paggio).
- Ascolti USA: telespettatori 222 000 – rating 18-49 anni 0,02%[9]

## La nascita di una regina
- Titolo originale: A Queen Is Made
- Diretto da: Justin Haythe
- Scritto da: Justin Haythe

### Trama
- Guest star: Ludivine Sagnier (Diane de Poitiers), Antonia Clarke (Maria Stuarda), Ruby Bentall (Angelica).
- Altri interpreti: George Jaques (Francesco II), Steve Furst (Dott. Jean Fernel), Jean-Stan Du Pac (Matisse), Thomas Alden (guardia di Chenonceau), Peter Hannah (soldato scozzese), Jade Croot (Edith).
- Ascolti USA: telespettatori 202 000 – rating 18-49 anni 0,01%[10]